# Papir-maše
Papir-maše (fr. Papier mâche — papirna "kaša") je likovna tehnika izrade upotrebnih predmeta, figura, skulptura, nameštaja, itd. Postoji nekoliko „recepata" za papir-maše. Spravlja se od usitnjenog papira (ili celuloznog praha), veziva (skrob, PVA lepak) i vode u određenom odnosu.
Prilikom izrade predmeta od papir-mašea, ponekad se kombinuje rad sa pulpom i rad u slojevima (papirne ili čak tekstilne trake potopljene u rastvor veziva). Tekstil se ponekad koristi zbog konačne čvrstoće premeta koji se izrađuje, iako je i sam papir ponekad dovoljan. Gotov i osušen predmet može naknadno da se obrađuje (brusi, seče) i ima čvrstoću drveta.